# Перша угорсько-галицька залізниця

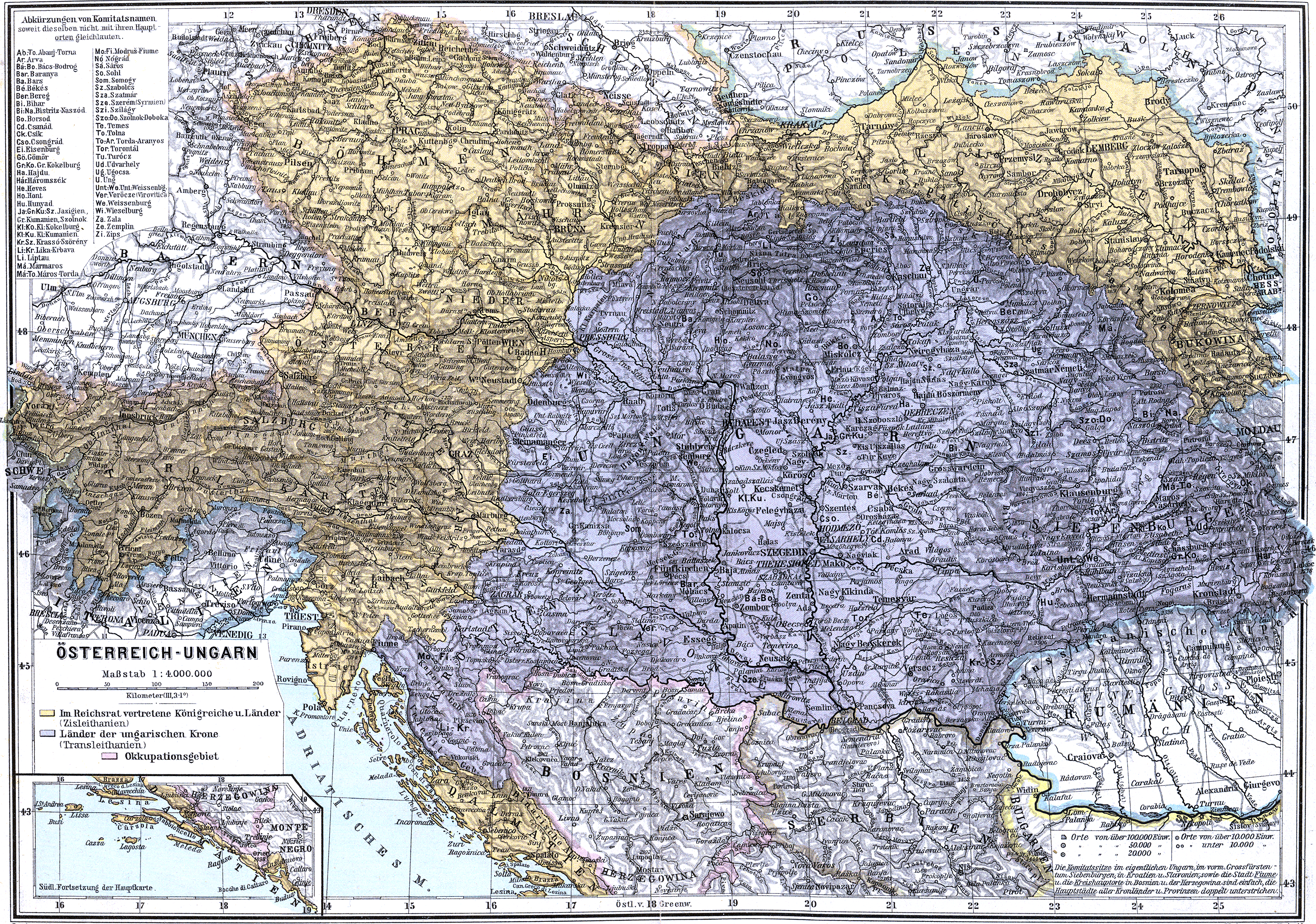
Мережа залізниць в Австро-Угорщині 1900 р.

Пе́рша уго́рсько-га́лицька залізни́ця — перша транскарпатська повністю двоколійна залізниця через Лупківський перевал. З'єднувала Галичину з Угорщиною, а саме Будапешт з Перемишлем і Львовом. Загальна довжина залізниці — 266,3 км.

## Історія
20 травня 1869 р. з'явився перший проектний документ на побудову залізничної колії від Перемишля до Лупкова. 11 червня 1869 р. з'явився другий документ на відтинок від Лупкова до Угорщини. Власником другого документа виступало «Акціонерне товариство Першої угорсько-галицької залізниці». 11 серпня 1869 р. товариство отримало концесію на будівництво ділянки колії Перемишль — Хирів — Кросьценько — Лупків (тодішній угорський кордон).
Залізниця почала працювати 25 грудня 1872 р., хоча тунель у Лупкові завершили тільки 1874 р. Урочисте відкриття руху відбулося 31 травня 1874 року. Залізниця проходила по тодішніх теренах коронного краю Галичини і словацьких земель Транслейтанії. Найважливіші залізничні станції: Шаторальяуйхей (Угорщина), Гуменне (Словаччина), Лупків, Загуж (Польща), Хирів (Україна) i Перемишль (Польща). У Перемишлі залізниця з'єднувалася з уже існуючою від 1861 р. Галицькою залізницею імені Карла Людвіга, що дало змогу вперше безпосередньо поєднати залізницею Львів з Будапештом. Також з'єднувалася з Дністрянською залізницею. З 1884 р. відтинок Заґуж — Хирів став одночасно й ділянкою Галицької Трансверсальної залізниці.

## Галицька частина дороги
|  |  |  |  |  |

|  |  |  |  |  |

|  |  |  |  |  |

|  |

|  |

|  |

|  |

|  |  |  |

|  |

|  |

|  |

|  |  |  |

|  |  |  |

| PKP                 |
| Львівська залізниця |

|  |

|  |  |  |

|  |

|  |

|  |

|  |

|  |  |  |

|  |

|  |

|  |

|  |  |  |

|  |

|  |

|  |

|  |  |  |  |  |

|  |  |  |  |  |

|  |  |  |  |  |

|  |

|  |

|  |

|  |

|  |  |  |

|  |

|  |

|  |

|  |  |  |

|  |  |  |

| PKP                 |
| Львівська залізниця |

|  |

|  |  |  |

|  |

|  |

|  |

|  |

|  |  |  |

|  |

|  |

|  |

|  |  |  |

|  |

|  |

|  |

|  |  |  |  |  |

|  |  |  |  |  |

|  |  |  |  |  |

|  |

|  |

|  |

|  |

|  |  |  |

|  |

|  |

|  |

|  |  |  |

|  |  |  |

| PKP                 |
| Львівська залізниця |

|  |

|  |  |  |

|  |

|  |

|  |

|  |

|  |  |  |

|  |

|  |

|  |

|  |  |  |

|  |

|  |

|  |

|  |  |  |  |  |

|  |  |  |  |  |

|  |  |  |  |  |

|  |

|  |

|  |

|  |

|  |  |  |

|  |

|  |

|  |

|  |  |  |

|  |  |  |

| PKP                 |
| Львівська залізниця |

|  |

|  |  |  |

|  |

|  |

|  |

|  |

|  |  |  |

|  |

|  |

|  |

|  |  |  |

|  |

|  |

|  |

|  |

|  |  |  |

|  |

|  |

|  |

|  |

|  |

|  |  |  |

|  |  |  |

| 116 |
| 0   |

| Львівська залізниця |
| PKP                 |

|  |

|  |  |  |

|  |  |  |

|  |

|  |

|  |

|  |

|  |

|  |

|  |

|  |  |  |

|  |  |  |

|  |  |  |

|  |

|  |

|  |

|  |

|  |

|  |

|  |

|  |

|  |

|  |

|  |

|  |

|  |

|  |  |  |

| PKP |
| ŽSR |

|  |

|  |

|  |

|  |  |  |

|  |

|  |

|  |

|  |

|  |

|  |  |  |

|  |  |  |

| 116 |
| 0   |

| Львівська залізниця |
| PKP                 |

|  |

|  |  |  |

|  |  |  |

|  |

|  |

|  |

|  |

|  |

|  |

|  |

|  |  |  |

|  |  |  |

|  |  |  |

|  |

|  |

|  |

|  |

|  |

|  |

|  |

|  |

|  |

|  |

|  |

|  |

|  |

|  |  |  |

| PKP |
| ŽSR |

|  |

|  |

|  |

|  |  |  |

|  |

|  |

|  |

|  |

|  |

|  |  |  |

|  |  |  |

| 116 |
| 0   |

| Львівська залізниця |
| PKP                 |

|  |

|  |  |  |

|  |  |  |

|  |

|  |

|  |

|  |

|  |

|  |

|  |

|  |  |  |

|  |  |  |

|  |  |  |

|  |

|  |

|  |

|  |

|  |

|  |

|  |

|  |

|  |

|  |

|  |

|  |

|  |

|  |  |  |

| PKP |
| ŽSR |

|  |

|  |

|  |

|  |  |  |

|  |

|  |

|  |

|  |

|  |

|  |  |  |

|  |  |  |

| 116 |
| 0   |

| Львівська залізниця |
| PKP                 |

|  |

|  |  |  |

|  |  |  |

|  |

|  |

|  |

|  |

|  |

|  |

|  |

|  |  |  |

|  |  |  |

|  |  |  |

|  |

|  |

|  |

|  |

|  |

|  |

|  |

|  |

|  |

|  |

|  |

|  |

|  |

|  |  |  |

| PKP |
| ŽSR |

|  |

|  |

## XIX сторіччя
Зразу після відкриття Першої угорсько-галицької залізниці на ній працювало 11 локомотивів (4 з них MÁV II), 24 пасажирські вагони i 255 товарних вагонів. Через рік ця кількість подвоїлась: курсував 21 локомотив (16 з них KkStB 46), 50 пасажирських вагонів i 415 товарних. У 1886 р. ця кількість зросла ще більше. За перший рік експлуатації було перевезено 238 тисяч пасажирів. З 1874 р. до 1880 р. пасажиропотік дещо знизився і становив від 149 до 198 тисяч осіб. Перелом настав через чотири роки, коли цією залізницею було перевезено вже 298 тисяч осіб. 1887 р. пасажирів було вже 339 тисяч. 
З 2 серпня 1892 р. залізниця перейшла у власність Австрійської державної залізниці.

## XX сторіччя
Перша угорсько-галицька залізниця відіграла важливу стратегічну роль за часу Першої світової війни, зокрема при облозі фортеці Перемишль. Після 1918 р., коли в Карпатах з'явився кордон між новоутвореними незалежними державами Чехословаччиною і Польщею, залізниця відчутно втратила своє важливе значення. Згодом через нерентабельність другу колію було розібрано, так що тепер майже на всій трасі потяги їздять по одній колії.

## Сучасний стан

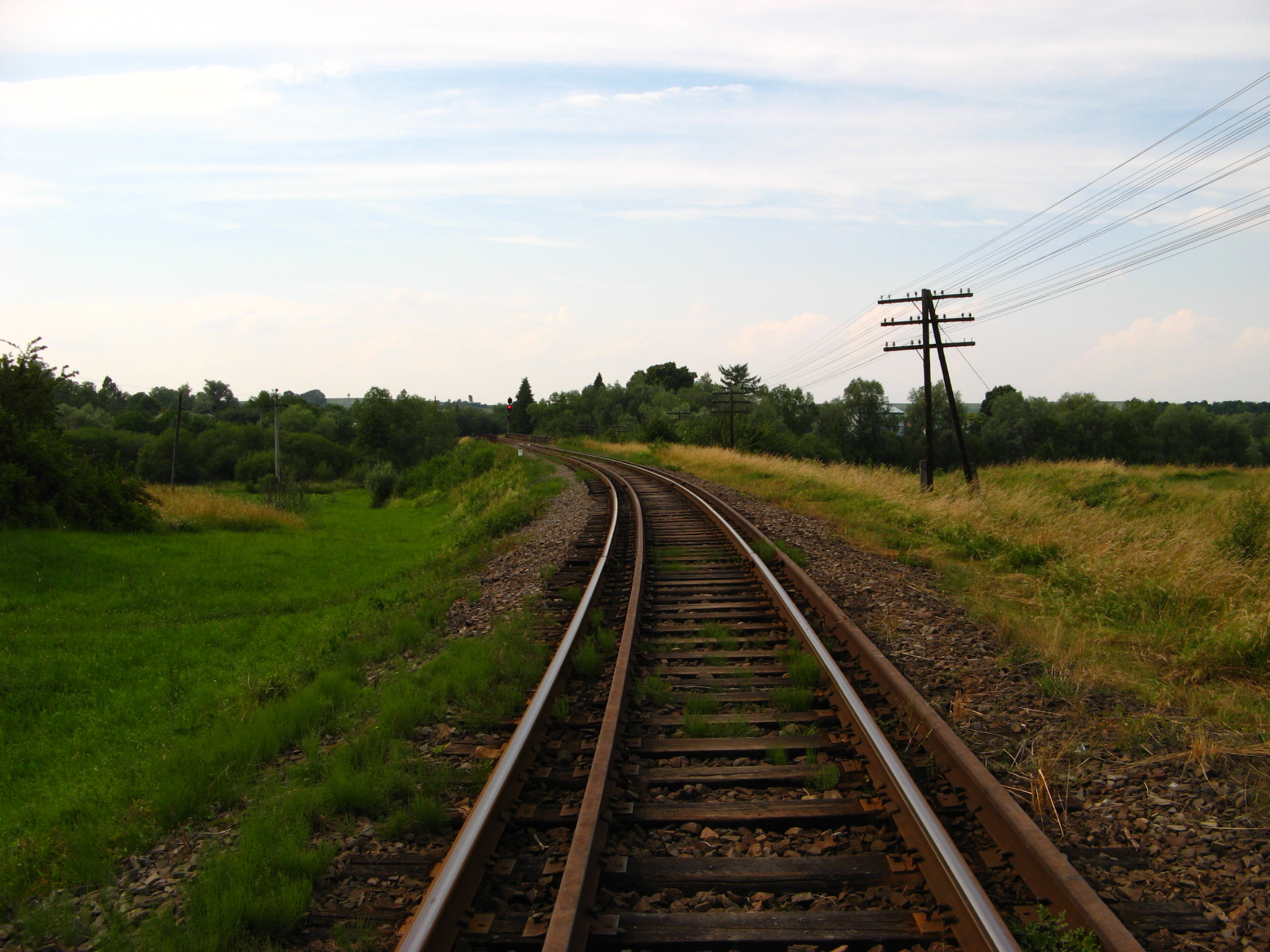
Комбінована колія для одночасного курсування українських і польських поїздів (біля смт Нижанковичів)

Нині Перша угорсько-галицька залізниця розташована на території чотирьох країн — Угорщини, Словаччини, Польщі та України. Вона вже не функціонує як цілісна лінія, хоча робляться спроби використовувати її в туристичних цілях.

### Український відтинок
Українська дільниця Першої угорсько-галицької залізниці — це понад 30 км одноколійної траси Нижанковичі — Хирів — Стар'ява — Держкордон. На дільниці Нижанковичі — Хирів — Стар'ява колія суміщена — російська (1520 мм) і європейська (1435 мм) для одночасного курсування українських і польських поїздів. За Радянського Союзу дільницею курсував поїзд формування польських залізниць сполученням "Варшава — Загуж". При цьому поїзд двічі перетинав польсько-радянський кордон: у Нижанковичах і на перегоні Стар'ява — Кросценко, прослідуючи територію СРСР транзитом. Курсування поїзда скасували 1994 року. Із 1994 року дільницею Хирів — Кросценко курсував міжнародний поїзд сполученням "Хирів — Ясло" формування польських залізниць, однак у 2010 році за рішенням польської сторони цей поїзд скасували у зв'язку з масовою контрабандою сигарет із використанням поїзда. Після цього єдиними поїздами на українській дільниці Першої угорсько-галицької залізниці залишились дві пари приміських поїздів сполученнями "Самбір — Стар'ява" та "Самбір — Нижанковичі". У березні 2020 року ці поїзди скасували у зв'язку з оголошенням пандемії вірусу COVID-19 та запровадженням карантинних обмежень в Україні. Протягом червня-серпня 2020 року, коли карантинні обмеження послабили й розпочалось відновлення залізничного сполучення, Львівська залізниця не відновила зазначені вище поїзди та в подальшому відмовлялась робити це у зв'язку з нерентабельністю поїздів. Протягом 2022-2023 років здійснили капітальний ремонт залізничної колії на дільницях Держкордон — Стар'ява — Хирів та Хирів — Нижанковичі, а з 20 травня 2024 року врешті-решт відновлено курсування приміських поїздів сполученнями "Самбір — Нижанковичі" та "Самбір — Стар'ява". Існують плани щодо призначення курсування міжнародних поїздів сполученням "Хирів — Сянок" протягом 2024-2025 років, здійснювати перевезення на цьому маршруті планує польський залізничний оператор "SKPL", який уже здійснює міжнародні залізничні перевезення за маршрутом "Рава-Руська — Варшава".

### Польський відтинок
Дільниця Перемишль — Нижанковичі є залізницею №102. Із 1994 року, відколи скасували курсування поїзда сполученням "Варшава — Загуж", на дільниці №102 відсутній пасажирський рух. Із 2016 року волонтерські організації, зокрема "linia102.pl", здійснювали спроби привернути увагу до дільниці з метою подальшого відновлення транскордонного залізничного сполучення дільницею між Україною та Польщею: восени 2016 року волонтери розчистили дільницю від чагарників, а вже 28 грудня того ж року вперше з 1994 року дільницею №102 прослідувала автомотриса до непарної горловини станції Нижанковичі, перетнувши українсько-польський кордон. 22 квітня 2017 року відбулась аналогічна поїздка, проте цього разу з пасажирами — польськими туристами, що їхали до Закарпаття. Поїздку за таким маршрутом здійснювали за підтримки волонтерів символічно, із метою привернути увагу до залізничної дільниці. 24 серпня 2017 року польські ручні дрезини вперше прийняли безпосередньо на станцію Нижанковичі, а 28 грудня 2017 року в межах українсько-польської транскордонної акції "Миколай без кордонів" відбулась поїздка автомотриси дільницею Перемишль — Нижанковичі. Автомотриса перевозила подарунки для українських дітей загиблих у зоні АТО військових, а також дітей, батьки яких служать у зоні АТО, дітей із особливими потребами, дітей польського походження та учнів 1 – 4 класів школи в смт. Нижанковичі. Надалі такі поїздки здійснювали ще декілька разів до 2020 року, після чого у зв'язку з пандемією вірусу COVID-19 їх організацію припинили. У червні 2022 року розпочали капітальний ремонт дільниці — крім капітального ремонту залізничних колій, оновили також об'єкти пасажирської інфраструктури. 30 вересня 2022 року роботи завершили. Крім цього, у середині липня 2023 року на ділянці біля польсько-українського кордону завершили облаштування 85-метрового майданчика з освітленням, навісом, переїздом і розміткою для проведення прикордонного контролю.
Ділянка Заґуж — Лупкув є залізницею № 107, а ділянка Заґуж — Кросьцєнко є частиною залізниці № 108. Наразі пасажирський рух на дільниці №108 здійснюється лише на дільниці Заґуж — Устрики-Долішні: пасажирське сполучення на цій дільниці представлене трьома парами поїздів сполученням "Сянок — Устрики-Долішні" по буднях та двома парами поїздів аналогічного сполучення по вихідних.

## Цікаві факти
- Навесні 1849 р. російський імператор Микола I пообіцяв військову підтримку австрійському цісареві Францу Йосифу для придушення революції в Угорщині (див. «Весна народів»). Влітку того ж року частина царської армії, якою командував Іван Паскевич, пройшла до Угорщини майже тим же маршрутом, яким пізніше проклали Першу угорсько-галицьку залізницю: Перемишль — Нижанковичі — Добромиль — Хирів — Старява — Устрики-Долішні і через Лупківський перевал в Угорщину.

- Під час Першої світової війни в Хирові, що лежить на українському відтинку залізниці, побував Швейк — герой роману Ярослава Гашека «Пригоди бравого вояка Швейка». Це відображено у творі:

«Жандарми були мадяри і, незважаючи на Швейкові протести, відволокли його в етапне управління в Хирові, де зарахували до транспорту російських полонених, призначених працювати на ремонті залізничної колії в напрямку Перемишля… ».

### Нижанковичі— Добромиль— Хирів— Старява
- Біля смт Нижанковичі залізниця піднімається вгору долиною річки Вігор. Далі вона йде долиною Вирви, притоки Вігору. Біля м. Добромиля переходить у долину однієї з приток Вирви і зиґзаґом підіймається до м. Хирова, на окраїні якого перетинає Головний європейський вододіл. Від Хирова до с. Старяви і далі до Польщі дорога піднімається долиною р. Стривігор.

## Фотографії

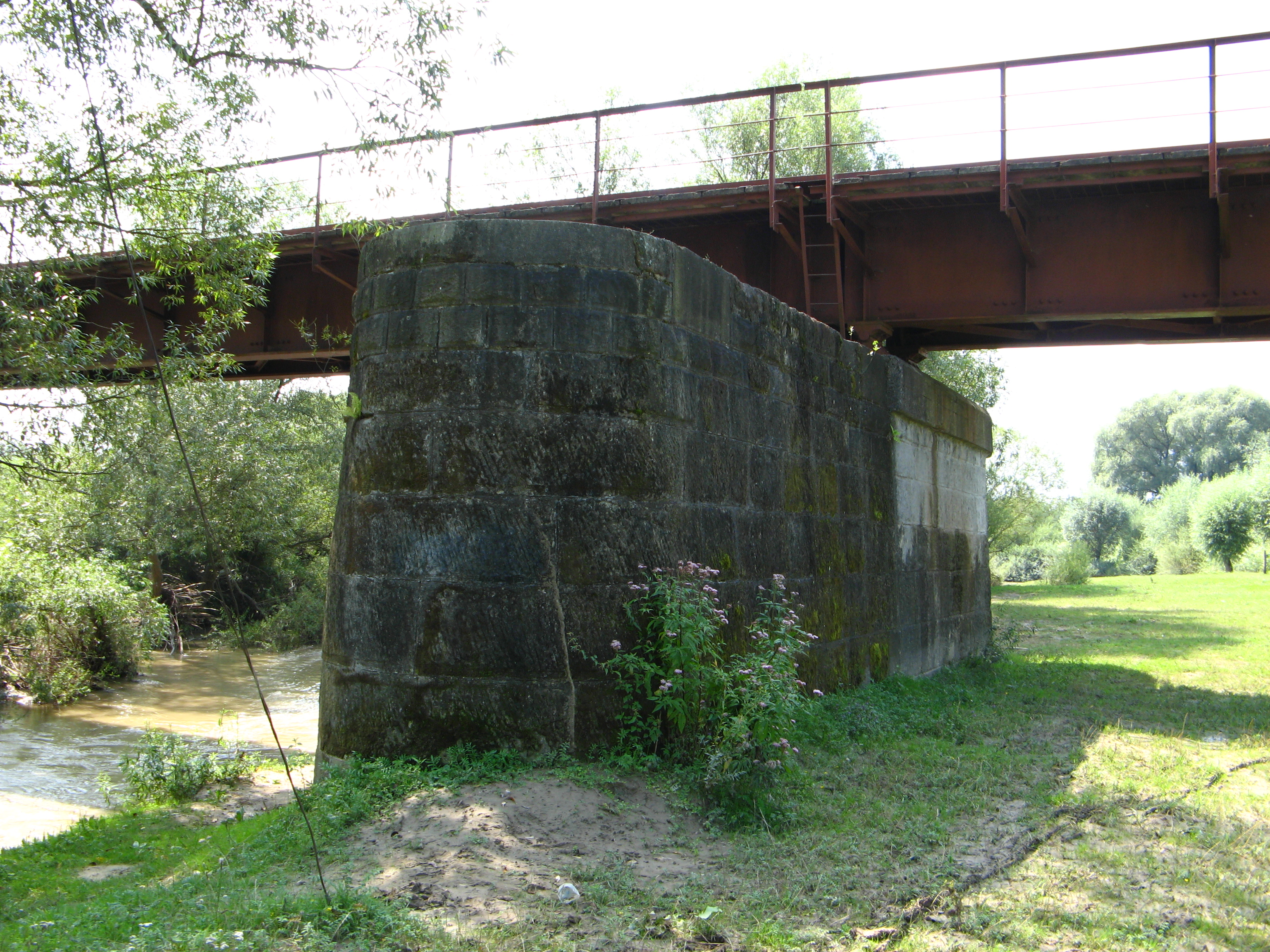
Міст через р. Вігор у Нижанковичах (опора моста збереглася з часів Австро-Угорщини)
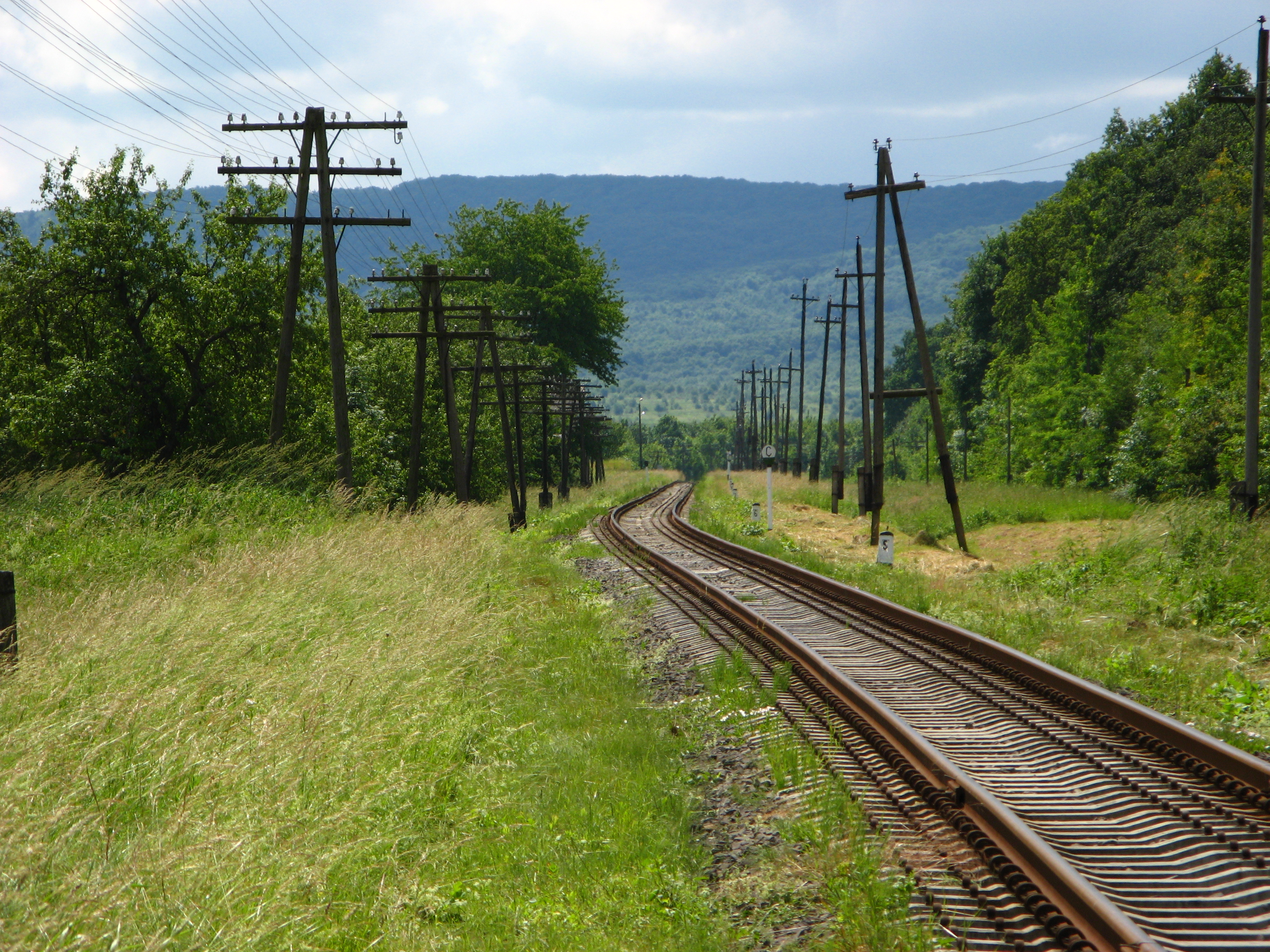
Біля с. Нове Місто. У далині — гора Радич
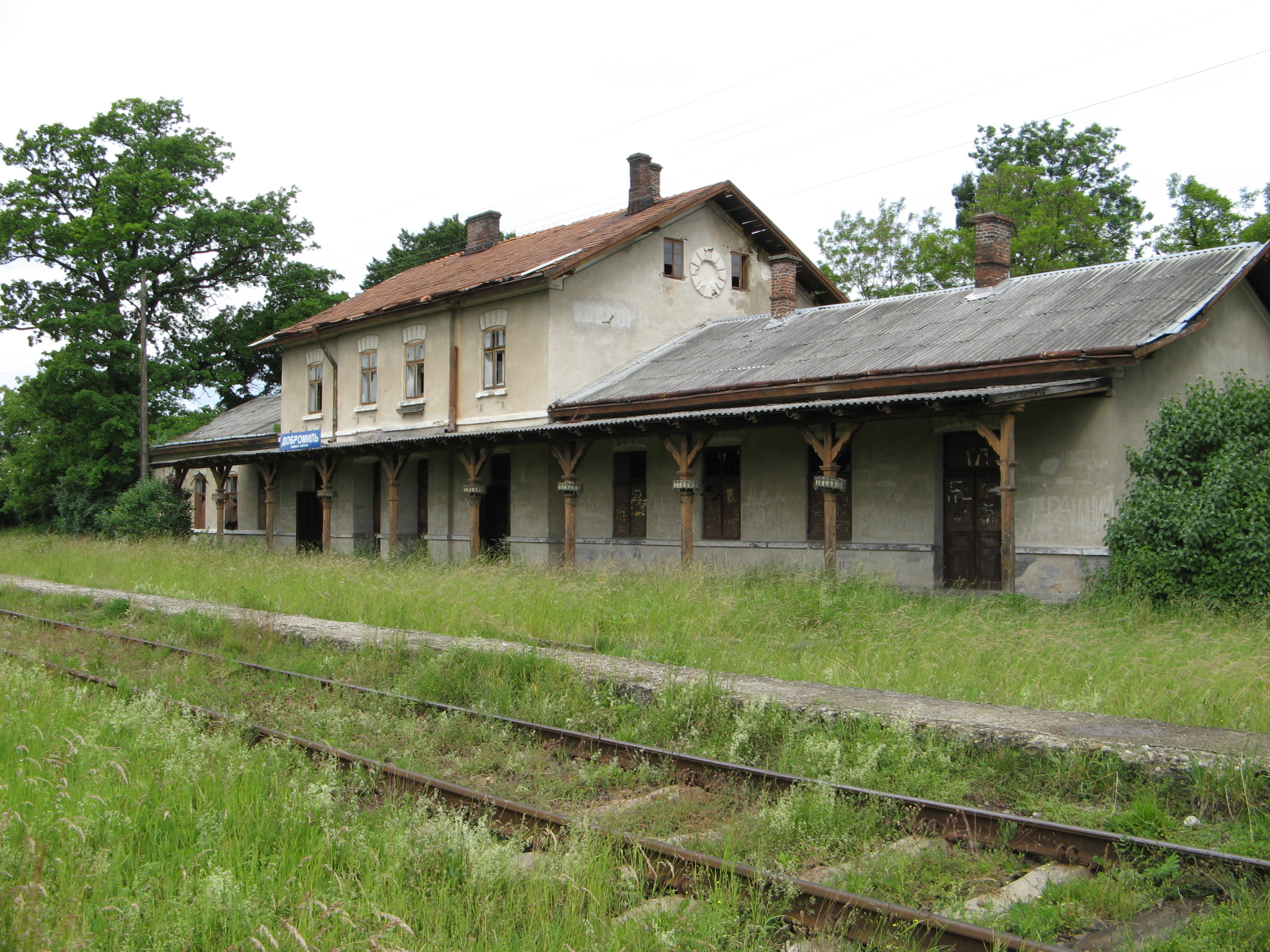
Залізнична станція в Добромилі
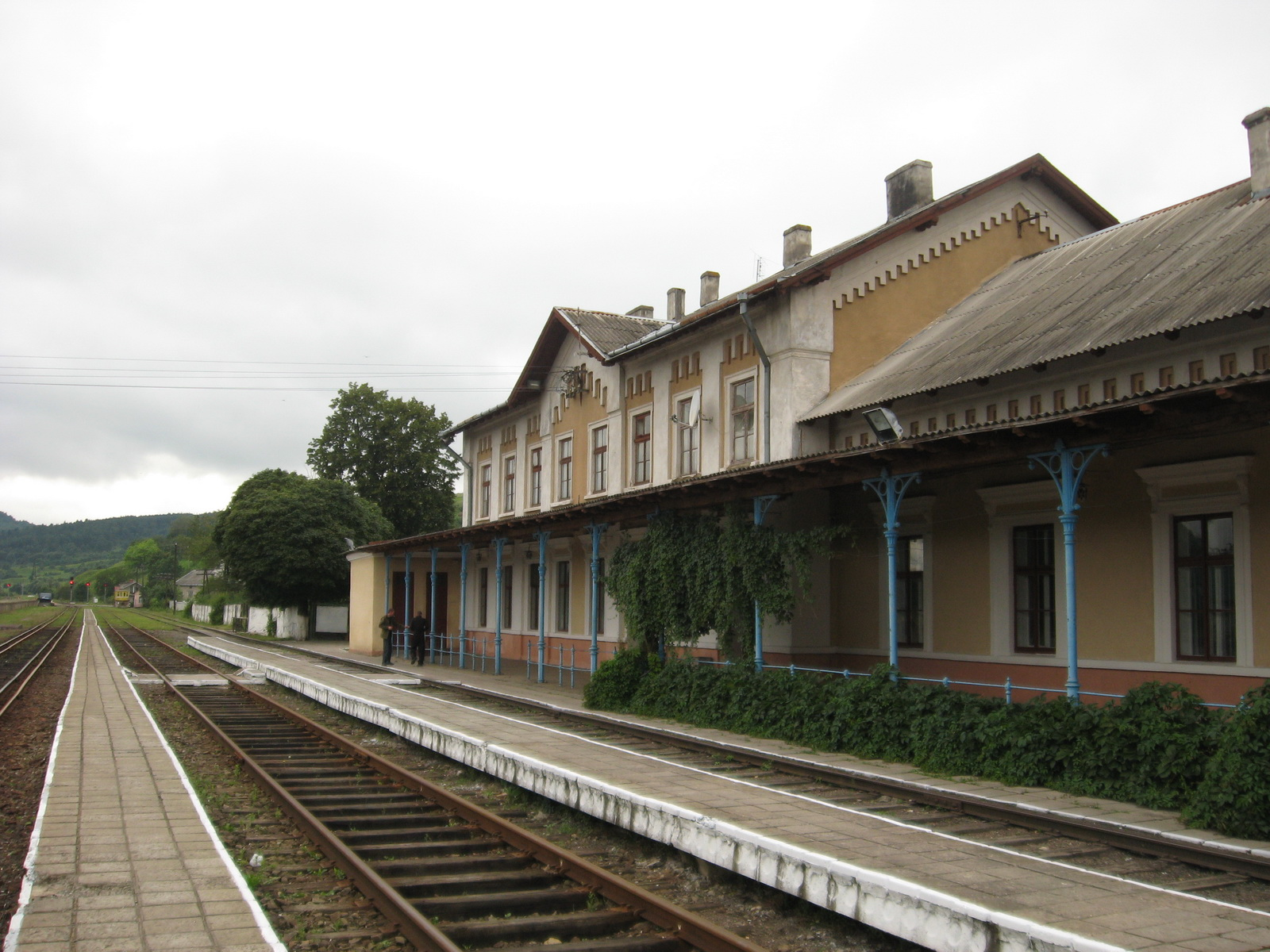
Залізнична станція Хирів